# Andrés Uc Dzul
Andrés Uc Dzul (1910 - 2004) fue un artesano mexicano especializado en la creación de sombreros de palma, especialmente sombreros de Panamá. Su trabajo tuvo una gran demanda en la primera mitad del siglo XX y posteriormente fue reconocido con el título de "Gran Maestro".
Uc Dzul nació en Becal, Campeche, al sureste de México poco después del comienzo de la Revolución Mexicana. Comenzó a realizar sombreros de hoja de palma en su juventud, ganando reputación por el "Sombrero de Panamá", el cual debe su nombre a la exportaciones realizadas hacia este país. Este sombrero alcanzó la cumbre en las décadas de 1930 y 1940 y puede ser visto al ser usado por estrellas de cine de esas fechas. Debido a la calidad de su trabajo sus sombreros se convirtieron en el objeto más deseado después de las décadas antes mencionadas. Cuando comenzó a trabajar por su cuenta, Uc Dzul exportó su trabajo a los Estados Unidos y Europa.
Los sombreros están hechos de un tipo de hoja de palma llamada "jipi", nombrada así por la ciudad de Cantón Jipijapa, Ecuador, el cual es un lugar en donde se hace un sombrero similar. Las hojas de palma se cortan mientras están sin abrir y en su etapa joven para obtener la fibra más fina. Para preparar la fibra, las hojas son abiertas y secadas al sol, posteriormente son blanqueadas utilizando sulfuro. Es importante que se trabaje la fibra mientras está húmeda de manera que no se rompa con la manipulación. Durante la temporada de lluvias el trabajo es hecho al aire libre, sin embargo a lo largo de la temporada de sequía los artesanos cuentan con cuartos, cuevas y sótanos humidificados con el propósito de que la fibra esté húmeda como se mencionó anteriormente. El tejido comienza en el centro de la parte superior de la cabeza del sombrero y termina en el ala del mismo.
Uc Dzul se retiró después de 36 años de hacer sombreros, pero no antes de trasladar esta habilidad a su esposa Patricia y sus cinco hijos. La tradición continuó con sus nietos, especialmente Maleni, quien reanimó la técnica usando veinte fibras en cuatro partes. El taller de la familia se encuentra en 148 Calle 30 en Tepakan, Becal, Campeche. La familia también se dedicó a hacer aretes, collares, carteras, boquillas para cigarro y otras cosas que la misma familia llamaba "curiosidades", las cuales permitían a este linaje realizar ventas a aquellos que no tenían los recursos para comprar los sombreros. Los sombreros pueden venderse hoy día entre $90 y $120 (USD) en Nueva York.
De igual forma Uc Dzul fundó el Taller de Artesanías en Becal, un asociación de artesanos con más de ochenta miembros.

## Premios
El trabajo del artesano ganó por varios años el primer premio en la Feria Estatal de Campeche, la cual se inició en 1936, consiguiendo este logro con diversos tipos de sombreros tejidos (Panamá, Tejano, Charro, Calado, Yucateco, entre otros). En el 2003 fue nombrado "Gran Maestro" por parte del Fomento Cultural Banamex.